# 宮崎県立小林高等学校
宮崎県立小林高等学校（みやざきけんりつ こばやしこうとうがっこう）は、宮崎県小林市真方に所在する公立の高等学校。通称は「コバ高」。

## 概要
歴史
1919年（大正8年）創立の高等女学校と1921年（大正10年）創立の旧制中学校を前身とする。1948年（昭和23年）の学制改革により以上2校が統合され新制高等学校として発足。旧制中学校の開校年を創立年としており、2021年（令和3年）に創立100周年を迎える。
設置課程・学科
全日制課程 普通科
- 普通コース
- 体育コース（1学級）
- 探究科学コース（1学級）

校訓
「立志鍛練」
校章
木を3本、「小」の文字になるように並べ、中央に「高」の文字を置いている。
校歌
作詞は黒木和雄、作曲は園山民平による。歌詞は3番まであり、歌詞中に校名は登場しない。歌詞は作詞者の黒木和雄が在学中に作詞したもの。
学習
大量のプリントによる課題学習 を特色としている。

## 沿革・歴史
旧制中学校（男子校）時代
- 1921年（大正10年） 
  - 4月1日 - 「宮崎県立小林中学校」が開校。入学資格を尋常小学校を卒業した12歳以上の男子、修業年限を5年（現在の中1から高2に相当）とする。
  - 4月12日 - 授業を開始。
  - 5月1日 - 開校式を挙行。この日を設立記念日とする。
- 1941年（昭和16年）4月1日 - 国民学校令の施行により、入学資格が国民学校初等科を卒業した12歳以上の男子に改められる。
- 1943年（昭和18年）4月1日 - 中等学校令の施行により、この時の入学生から修業年限が4年（現在の中1から高1に相当）となる。
- 1944年（昭和19年）4月1日 - 教育ニ関スル戦時非常措置方策により、中等学校令施行前に入学した生徒（この時の新4年生から）にも修業年限4年が適用されることとなる。
- 1946年（昭和21年）4月1日 - 修業年限が5年となる（ただし4年修了時点で卒業することもできた）。
- 1947年（昭和22年）4月1日 - 学制改革（六・三制の実施）が行われる。
  - 旧制中学校の募集を停止。
  - 新制中学校を併設し（以下・併設中学校）、旧制中学校1・2年修了者を併設中学校2・3年生として収容。
  - 併設中学校は経過措置としてあくまで暫定的に設置されたため、新たに生徒募集は行われず、在校生が2・3年生のみの中学校であった。
  - 旧制中学校3・4年修了者はそのまま旧制中学校4・5年生となった（ただし4年修了時点で卒業することもできた）。
- 1948年（昭和23年）3月31日 - 学制改革により閉校。

旧制高等女学校時代
- 1919年（大正8年）6月18日 - 「小林町立実科高等女学校」が開校。
- 1924年（大正13年）4月1日 - 県立移管により「宮崎県立小林高等女学校」に改称（「実科」が取り除かれる）。
- 1946年（昭和21年）4月1日 - 修業年限が5年となる（ただし4年修了時点で卒業することもできた）。
- 1947年（昭和22年）4月1日 - 学制改革（六・三制の実施）が行われる。
  - 旧制中学校の募集を停止。
  - 新制中学校を併設し（以下・併設中学校）、高等女学校1・2年修了者を併設中学校2・3年生として収容。
  - 高等女学校は経過措置としてあくまで暫定的に設置されたため、新たに生徒募集は行われず、在校生が2・3年生のみの中学校であった。
  - 高等女学校3・4年修了者はそのまま高等女学校4・5年生となった（ただし4年修了時点で卒業することもできた）。
- 1948年（昭和23年）3月31日 - 学制改革により閉校。

新制高等学校
- 1948年（昭和23年）
  - 4月1日 - 学制改革により、以上の旧制中等教育学校2校が統合され、新制高等学校「宮崎県立小林高等学校」（現校名）が発足。
    - 通常制（後の全日制課程）普通課程・商業課程・家庭課程を有する総合制の高等学校となった。
    - 旧制中等学校の卒業者（5年修了者）を新制高校3年生、旧制中等学校4年修了者を新制高校2年生、併設中学校卒業者（3年修了者）を新制高校1年生として収容。
    - 旧2校の併設中学校も統合され、「宮崎県立小林高等学校 併設中学校」と称する。在校生が1946年（昭和21年）に旧制中等学校へ入学した3年生のみとなる。

  - 4月26日 - 開校式を挙行。この日を開校記念日とする。
- 実施年月日不明 - 定時制の野尻分校を設置。
- 1949年（昭和24年）
  - 3月31日 - 併設中学校を廃止。
  - 7月1日 - 高原分校（定時制農業課程・家庭課程）を設置。
- 1950年（昭和25年）4月1日 - 高原分校を高原校舎とし、通常制（全日制）農業課程畜産科と家庭課程被服科を設置。
- 1952年（昭和27年）
  - 4月1日 - 高原校舎の通常制家庭課程被服科を本校の家庭課程に統合。
  - 6月1日 - 高原校舎が分離し、宮崎県立高原畜産高等学校として独立。
- 1961年（昭和36年）4月1日 - 西校舎（商業科）に宮崎県立小林工業高等学校が併設される。
- 1962年（昭和37年）5月31日 - 宮崎県立小林工業高等学校の校舎が完成し、併設を解消。
- 1964年（昭和39年）4月1日 - 商業科が分離し宮崎県立小林商業高等学校として独立。
- 1977年（昭和52年）4月1日 - 野尻分校を全日制課程の分校とする。
- 1991年（平成3年）4月1日 - 野尻分校（園芸科）の募集を停止。
- 1993年（平成5年）3月31日 - 野尻分校を廃止。野尻分校の跡地は現在道の駅ゆ〜ぱるのじりとなっている（2001年（平成13年）開業）。
- 1995年（平成7年）4月1日 - 普通科に体育コースを設置。
- 1996年（平成8年）4月1日 - 家政科の募集停止。
- 1998年（平成10年）3月31日 - 家政科を廃止。
- 2011年（平成23年）4月1日 - 宮崎県立都城きりしま支援学校小林校の高等部が併設される。
- 2014年（平成26年）4月1日 - 普通科に探究科学コースを設置。
- 2020年（令和2年）4月1日 - 併設の宮崎県立都城きりしま支援学校小林校（高等部）が宮崎県立小林こすもす支援学校（高等部）に改称。

## 部活動
駅伝での活躍は全国的に有名で、男子は全国高校駅伝出場60回（全国1位）、優勝7回（全国4位）、入賞32回（全国2位）の実績を誇り、1967年（昭和42年）から1992年（平成4年）までは26年連続出場を果たし、当時の最長記録を持っていた。かつては世羅、中京（現・中京大中京）とともに「高校駅伝御三家」と呼ばれた。また、女子も出場17回、入賞2回を記録している。近年ではバスケットボールや山岳部も好成績を残している。
また、2012年（平成24年）には野球部が第85回記念選抜高等学校野球大会の21世紀枠候補に選出された。
運動部
- 陸上競技部
- 駅伝部
  - 1953年（昭和28年） - 第4回全国高校駅伝大会に初出場（第15位）。
  - 1957年（昭和32年） - 第8回全国高校駅伝大会で初優勝（2時間14分10秒・当時高校最高記録）。
  - 1960年（昭和35年） - 第11回全国高校駅伝大会で2回目の優勝（2時間13分17秒・当時高校最高記録）。
  - 1961年（昭和36年） - 第12回全国高校駅伝大会で3回目の優勝（2連覇・2時間13分40秒）。
  - 1968年（昭和43年） - 第19回全国高校駅伝大会で4回目の優勝（2時間11分00秒）。
  - 1973年（昭和48年） - 第24回全国高校駅伝大会で5回目の優勝（2時間11分56秒）。
  - 1977年（昭和52年） - 第28回全国高校駅伝大会で6回目の優勝（2時間10分43秒）。
  - 1978年（昭和53年）- 第29回全国高校駅伝大会で7回目の優勝（2連覇・2時間10分57秒・1区走者谷口浩美）
- バスケットボール部
  - 1978年（昭和53年） - 全国高校バスケットボール選抜優勝大会（現ウィンターカップ）女子で初優勝
  - 1979年（昭和54年）
    - 昭和54年度インターハイバスケットボール女子で初優勝
    - 自県開催の第34回国体バスケットボール少年女子で初優勝。
- ソフトテニス部
- サッカー部
- ハンドボール部
- ウェイトリフティング部
- 山岳部
- 剣道部
- 弓道部
- 野球部
- テニス部（硬式）

文化部
- 美術部
- 書道部
- 音楽部
- 演劇部
- 文芸部
- 自然科学部
- 放送部
- 写真部
- 吹奏楽部
- 囲碁・将棋部
- 茶道部
- 百人一首部

## 著名な出身者
芸能・アナウンサー
- 斉藤慶子 - 女優
- 片平夏貴 - タレント、フリーアナウンサー
- 東治男 - 元宮崎放送アナウンサー

スポーツ
- 谷口浩美 - マラソン選手、沖電気陸上競技部監督
- 榎木和貴 - マラソン選手、駅伝選手。中央大学（箱根駅伝4年連続区間賞）、旭化成陸上部（別府大分毎日マラソン優勝）、沖電気コーチ、トヨタ紡績陸上競技部監督、創価大学駅伝部監督
- 竹山とよ子 - バスケットボール選手、元共同石油、1986年アジア競技大会日本代表
- 楠田香穂里 - バスケットボール選手、元ジャパンエナジー
- 清水太志郎 - プロバスケットボール選手（bjリーグ・宮崎シャイニングサンズ所属）: 2000年卒業
- 瀬戸山京介 - プロバスケットボール選手（bjリーグ・京都ハンナリーズ所属）: 2001年卒業
- 北郷謙二郎 - バスケットボール選手: 1999年卒業
- 新原茜 - バスケットボール選手（JX所属）: 2003年卒業
- 前村雄大 - バスケットボール選手（熊本ヴォルターズ所属） : 2006年卒業
- 小林慎太郎 - バスケットボール選手（熊本ヴォルターズ所属）: 2004年卒業
- 飯隈愛理 - バスケットボール選手（新潟アルビレックスBBラビッツ所属）

政治
- 岡元義人 - 国会議員（参議院）、実業家
- 松形祐堯 - 元宮崎県知事、元林野庁長官

行政
- 森永貞一郎 - 元大蔵事務次官、第23代日本銀行総裁。記念館が校地の近くにある。

学界
- 園田佳巨 - 工学者、九州大学副学長

文化
- 八反ふじを - 作詞家
- 銀色夏生 - 詩人、エッセイスト、作詞家、写真家[7]
- 大萩康司 - クラシックギター奏者
- 黒木和雄 - 映画監督 校歌の作詞者。戦後復学したのち都城泉ヶ丘高校に転校したため卒業生ではない。

その他
- 菊村憂 - テロリスト、日本赤軍（在学中は生徒会長として丸刈り廃止の実績）

## 交通
最寄りの鉄道駅
- JR九州 吉都線 「小林駅」

最寄りのバス停
- 宮崎交通 「小林高校前」バス停

最寄りの幹線道路
- 国道221号
  - 宮崎県道・鹿児島県道1号小林えびの高原牧園線「西町」交差点
  - 鹿児島県道・宮崎県道104号霧島公園小林線「市役所入口」交差点
- 国道265号 「上ノ馬場」交差点

## 周辺
- 小林市役所
- 小林市立図書館
- 宮崎県小林土木事務所
- 小林市立小林小学校
- 小林市立小林中学校
- 小林税務署
- 宮崎地方法務局小林出張所
- 森永貞一郎記念館
- 小林簡易裁判所
- カトリック小林幼稚園
- 小林市立中央保育所
- 小林郵便局